# Markasyt

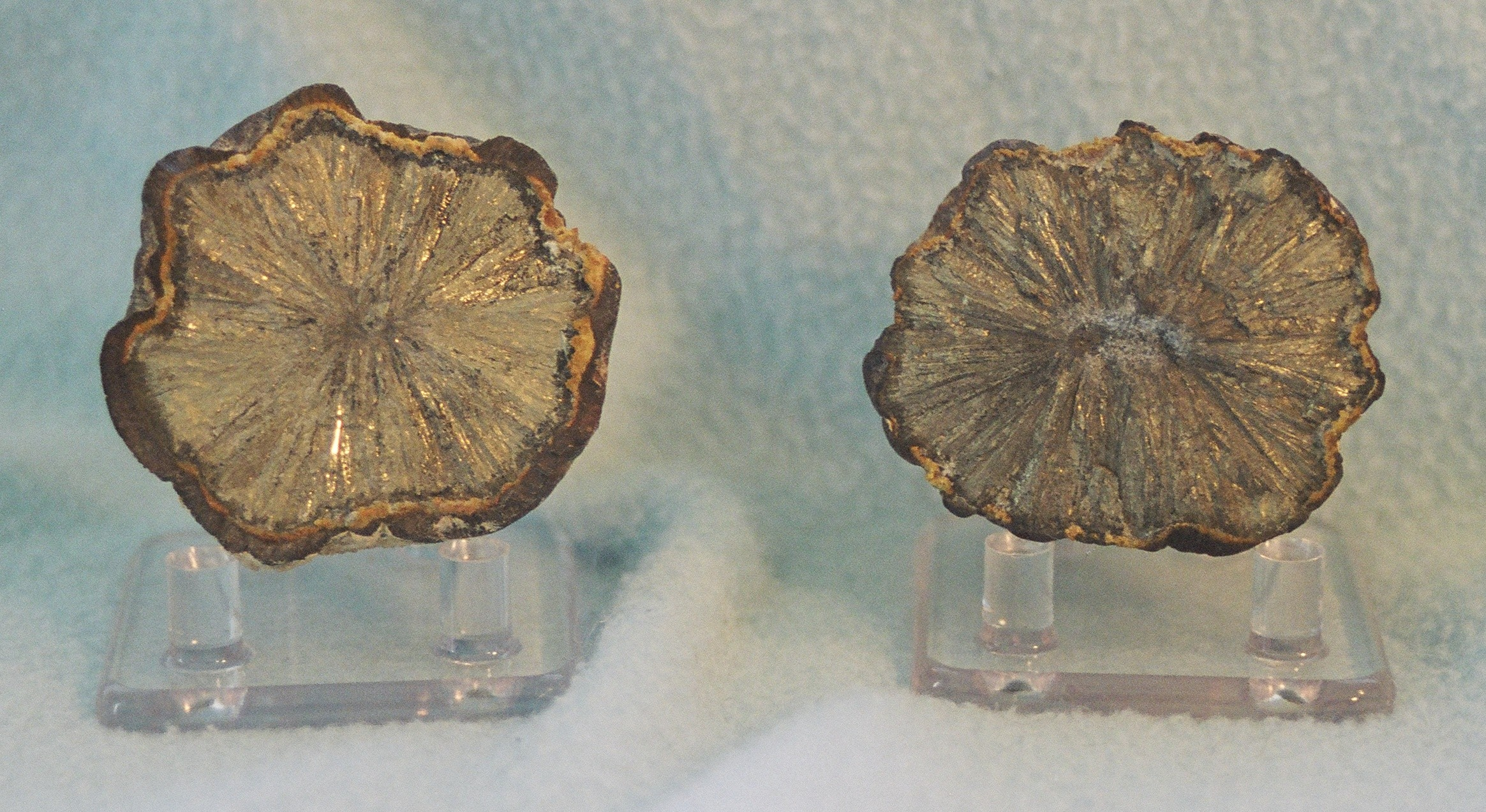
Dwa eksponaty Markasytów

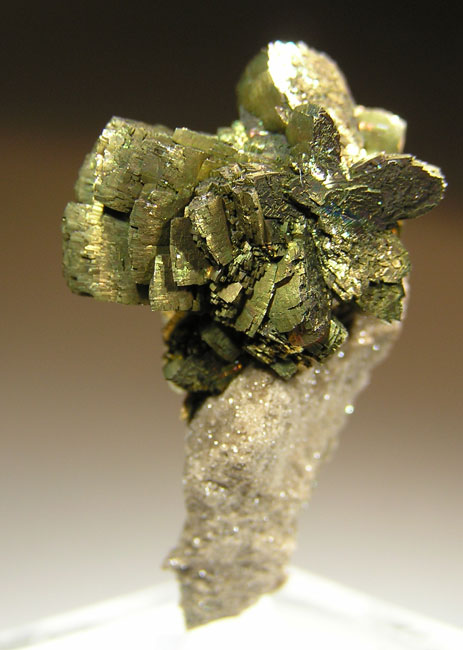
Mała klastra kryształów Markasytu

Markasyt – minerał z gromady siarczków. Należy do minerałów pospolitych.
Nazwa pochodzi od arab. marqasitae bądź pers. marcasisa – w ten sposób określano piryt i markasyt.

## Charakterystyka

### Właściwości
Tworzy kryształy tabliczkowe lub słupkowe. Często tworzy zbliźniaczenia w kształcie charakterystycznych grzebieni. Występuje w skupieniach zbitych, ziarnistych, skorupowych, nerkowatych, kulistych. Znane są formy rozetowe przypominające róże. W skałach osadowych tworzy konkrecje. Jest izostrukturalny z lelingitem. Obok pirytu jest drugą odmianą polimorficzną siarczku żelaza.
Jest kruchy, nieprzezroczysty, pospolity (podobnie jak piryt).

### Występowanie
Jest produktem działalności hydrotermalnej, bywa znajdowany wśród skał osadowych, gdzie towarzyszy pirytowi.
Miejsca występowania:
- Na świecie: Niemcy – Westfalia, Saksonia, Harz, Czechy, Wielka Brytania, Hiszpania, USA, Rosja, Belgia, Chile.

- W Polsce: w okolicach Turoszowa, Nowej Słupi, w Pomorzanach k. Olkusza, w kopalniach rudy miedzi (KGHM PM S.A.) k. Lubina.

### Zastosowanie
- surowiec do produkcji kwasu siarkowego[1] oraz ruda żelaza[2],
- od starożytności służy jako kamień ozdobny – kaboszony i płytki,
- dobrze wykształcone kryształy są szlifowane fasetkowo,
- bywa stosowany do wyrobu biżuterii,
- jest interesujący dla kolekcjonerów.